# George Inness
George Inness (Newburgh, 1825 - Bridge of Allan, 1894) fue un pintor estadounidense de paisajes, que evolucionó desde el romanticismo de la Escuela del río Hudson hacia los planteamientos estéticos de la Escuela de Barbizon, fruto de sus frecuentes viajes a Europa y de su admiración por la obra de Claudio Lorena.

## Carrera artística
George Inness se inició en la pintura de la mano de John Jesse Barker, pintor ambulante de paso por Newark. En 1841 se trasladó a la ciudad de Nueva York, donde amplió su formación con el pintor francés Régis François Gignoux, alumno de Paul Delaroche, e hizo sus primeras exposiciones en la National Academy of Design en 1844 y al año siguiente en la American Art Union.
Realizó su primer viaje a Europa en 1851, viajando por Italia durante un año. Su segundo periplo europeo tuvo lugar en 1853, visitando Holanda y Francia, donde entró en contacto con la obra de Théodore Rousseau, lo que le llevaría a abandonar el énfasis literario y la rigidez, en favor del estilo de los pintores de Barbizón. Su débil salud le obligó a limitar su espíritu viajero, instalándose en 1861 en Medfield, a las afueras de Boston, y en 1864 en Eagleswood, donde entró en contacto con la mística del escritor sueco Emanuel Swedenborg a través del pintor William Page.

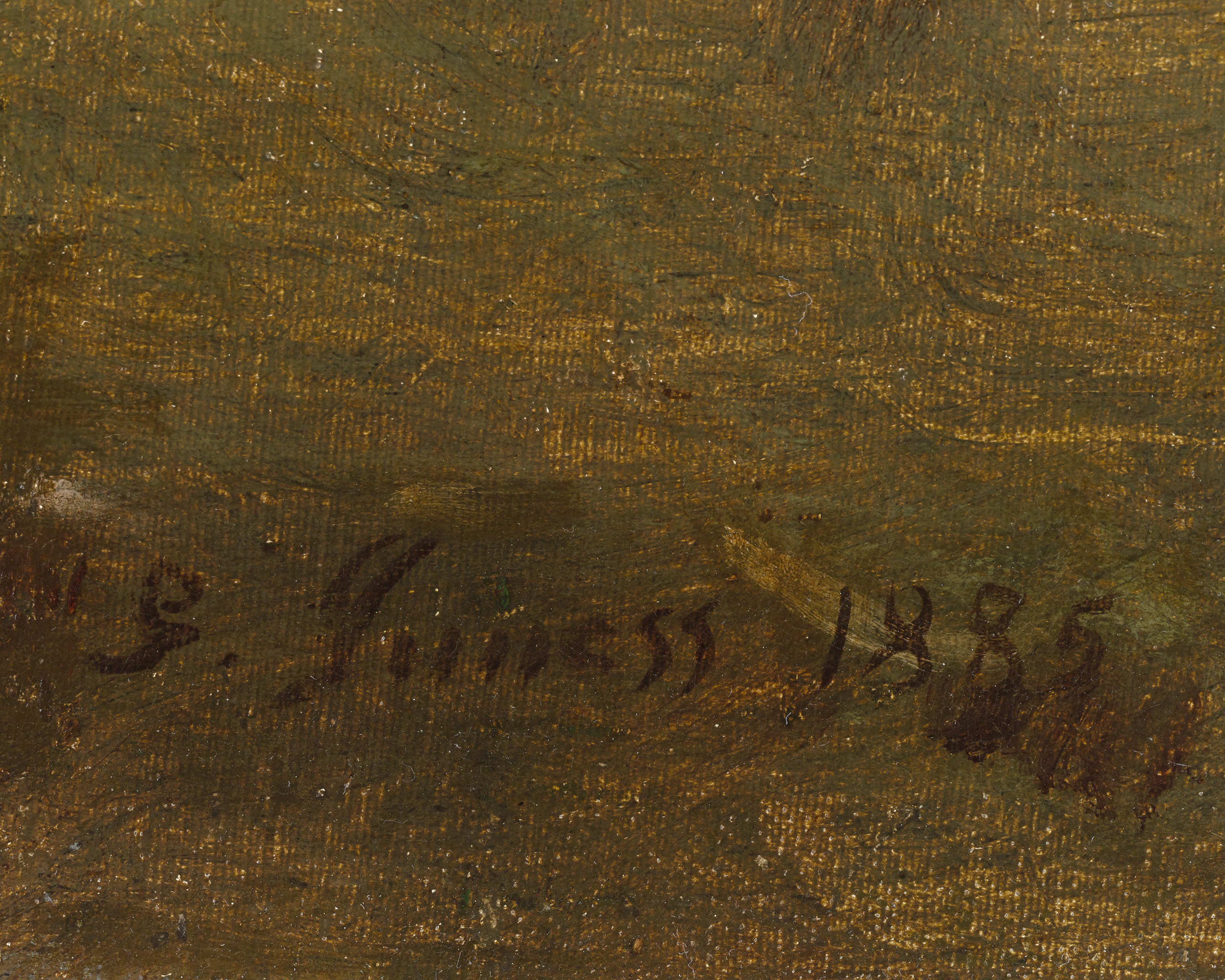
Firma de George Inness en 1885

Ya plenamente reconocido, viajó de nuevo a Italia en 1870, donde residió cuatro años, y tras una breve temporada en Francia regresó a América, donde participó en la creación de la Society of American Artists. En 1878 instaló su estudio en una granja en Montclair (Nueva Jersey), aunque siguió viajando por el país (cataratas del Niágara, Virginia y California). Falleció en 1894 durante un viaje por Escocia .Tuvo continuador en su hijo George Innes Jun (1854-1926), que escribió la biografía de su padre en Vida, arte y cartas de George Inness, publicada en 1917.

## Estilo
Siguiendo la obra de pintores como Thomas Cole y Asher Brown Durand, Innes evolucionó desde la detallada pintura romántica de la naturaleza de la escuela del río Hudson —como se percibe en El valle de Lackawanna (1856, Galería Nacional de Arte)— hacia la obra de John Constable y los pintores de Barbizon, en ejemplos como las acuarelas pintadas en su última estancia romana.